# Patrimonio dell'umanità

Il marchio di Patrimonio mondiale dell'umanità

Un patrimonio dell'umanità, ufficialmente definito patrimonio mondiale, è un sito registrato nella lista del patrimonio mondiale, o nella sua accezione inglese World Heritage List, della Convenzione sul patrimonio dell'umanità. La Convenzione, adottata dalla Conferenza generale dell'UNESCO il 16 novembre 1972, si prefigge lo scopo di identificare e mantenere la lista dei siti che rappresentano delle particolarità di eccezionale importanza da un punto di vista culturale o naturale. Il Comitato della Convenzione, chiamato Comitato per il patrimonio dell'umanità, ha sviluppato dei criteri precisi per l'inclusione dei siti nella lista.
Secondo l'ultimo aggiornamento effettuato nella riunione del 47º Comitato per il patrimonio dell'umanità a luglio 2025, la lista è composta da un totale di 1248 siti (di cui 972 beni culturali, 235 naturali e 41 misti) presenti in 170 stati del mondo. Al 2025, l'Italia è il paese con più siti UNESCO al mondo (61 siti), seguita dalla Cina (60 siti), dalla Germania (55 siti) e dalla Francia (54 siti).
Nel 2008 il Comitato è stato premiato a Londra con il Premio mondiale del turismo (World Tourism Award) sponsorizzato da Corinthia Hotels, American Express, The International Herald Tribune e Red Travel Exibitions.

## Distribuzione dei patrimoni dell'umanità

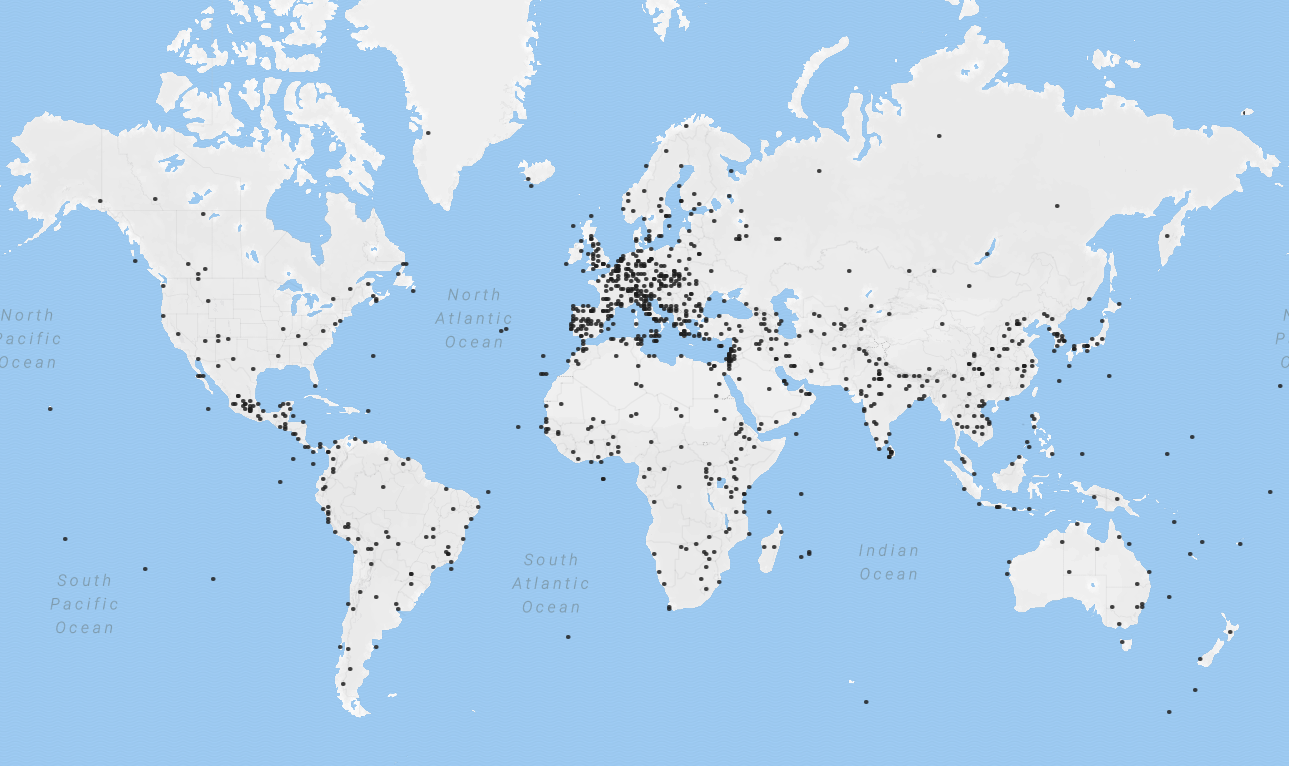
Patrimoni mondiali dell'UNESCO

## Descrizione
Dal 1992 alla lista principale si è aggiunta un'altra lista nota come Registro della Memoria del mondo che contiene le collezioni documentarie di interesse universale. A ottobre 2015 comprende 348 patrimoni registrati (tra singoli beni e complessi documentari), distribuiti in 81 paesi.
Nel 1997 è stato definito anche il concetto di patrimonio orale e immateriale dell'umanità, una proclamazione di capolavori culturali immateriali.
Nel 2001 ha visto la luce anche il concetto di patrimonio sommerso dell'umanità, ma al momento è stato ratificato solo da 14 paesi.
All'interno del lavoro dell'UNESCO il Programma sull'uomo e la biosfera (MAB) ha fra i suoi compiti quello di identificare aree di particolare pregio ambientale e con caratteristiche antropiche peculiari alle quali viene data la qualifica di riserva della biosfera. Il programma MAB però non è formalmente parte della Convenzione sul patrimonio dell'umanità.
Al 2013 l'Unione europea conta nel complesso 367 patrimoni dell'umanità.

### Patrimoni transfrontalieri
L'UNESCO considera la possibilità del riconoscimento di siti la cui estensione attraversa i confini degli Stati, detti quindi transfrontalieri.
Nel caso, ad esempio, delle antiche faggete primordiali dei Carpazi e di altre regioni d'Europa il patrimonio comprende siti in ben 18 stati, mentre in quello dell'arco geodetico di Struve il patrimonio si estende in 10 stati (alla creazione dell'arco, 1816-1855, erano solo due; sono aumentati a seguito delle vicende politiche della scandinavia, dell'impero russo e dello stato sovietico).
La nazione che ha più siti transfrontalieri è la Germania (11), mentre Francia e Belgio sono quelle che ne hanno di più in comune (5).

## Suddivisione dei patrimoni UNESCO per nazione

Suddivisione dei patrimoni UNESCO per nazione (2018)

## Criteri di selezione
Fino alla fine del 2004, ci sono stati sei criteri per i beni culturali e quattro criteri per il patrimonio naturale. Nel 2005 questo è stato modificato in modo che ci sia solo una serie di dieci criteri. Siti designati devono essere di "eccezionale valore universale" e soddisfare almeno uno dei dieci criteri.
Dal 1992 le interazioni tra uomo e ambiente sono riconosciute come paesaggi culturali.

### Criteri culturali
1. (i) Rappresentare un capolavoro del genio creativo umano.
2. (ii) Mostrare un importante scambio di valori umani, in un arco di tempo o all'interno di un'area culturale del mondo, sugli sviluppi dell'architettura o della tecnologia, delle arti monumentali, dell'urbanistica o della progettazione del paesaggio.
3. (iii) Portare una testimonianza unica o almeno eccezionale di una tradizione culturale o di una civiltà vivente o scomparsa.
4. (iv) Essere un esempio eccezionale di un tipo di edificio, complesso architettonico o tecnologico o paesaggio che illustra fasi significative della storia umana.
5. (v) Essere un esempio eccezionale di insediamento umano tradizionale, uso del territorio o uso del mare che sia rappresentativo di una cultura (o più culture) o dell’interazione umana con l'ambiente, specialmente quando è diventato vulnerabile sotto l'impatto di un cambiamento irreversibile.
6. (vi) Essere direttamente o tangibilmente associato ad avvenimenti o tradizioni viventi legati a idee, credenze o opere artistiche e letterarie aventi un significato universale eccezionale (possibilmente in associazione ad altri punti).

### Criteri naturali
1. (vii) Contenere fenomeni naturali superlativi o aree di eccezionale bellezza naturale e importanza estetica.
2. (viii) Essere uno degli esempi rappresentativi delle fasi principali della storia della terra, inclusa la testimonianza della vita, o dei processi geologici significativi in corso nello sviluppo delle morfologie o caratteristiche geomorfiche o fisiografiche significative.
3. (ix) Essere esempi eccezionali che rappresentano significativi processi ecologici e biologici in corso nell'evoluzione e nello sviluppo degli ecosistemi terrestri, d'acqua dolce, costieri e marini e delle comunità di piante e animali.
4. (x) Contenere gli habitat naturali più rappresentativi e più importanti per la conservazione in situ della biodiversità, compresi quelli contenenti specie minacciate di eccezionale valore universale dal punto di vista scientifico e della conservazione.

## Suddivisione territoriale
Nazioni con almeno 10 patrimoni riconosciuti dall'UNESCO. Legenda:
- nazioni con 60 o più patrimoni
- nazioni da 50 a 59 patrimoni
- nazioni da 40 a 49 patrimoni
- nazioni da 30 a 39 patrimoni
- nazioni da 20 a 29 patrimoni
- nazioni da 15 a 19 patrimoni
- nazioni da 10 a 14 patrimoni

## Controversie
La scelta dei siti è stata criticata in quanto non democratica e fondata su una concezione commerciale o turistica della cultura e del patrimonio.
L'indiscutibile attrattiva turistica suscitata dall'iscrizione nella lista, può rivelarsi nefasta nelle località dove manchino le strutture, le capacità e possibilità gestionali per i flussi turistici di massa.